# Johanna von Hohenzollern-Berg
Johanna Josephina Antonia Sophia von Hohenzollern-Sigmaringen (* 14. April 1727 im Schloss ’s-Heerenberg; † 22. Februar 1787 in Sigmaringen) war Erbin der Grafschaft Berg und durch Heirat Fürstin von Hohenzollern-Sigmaringen.

## Leben
Johanna von Hohenzollern-Berg war die älteste Tochter des Grafen Franz Wilhelm von Hohenzollern-Berg (1704–1737) aus dessen Ehe mit  Maria Katharina (1702–1739), Tochter des Freiherren Johann Christoph von Waldburg, Graf zu Zeil und Herr zu Trauchburg.
Nach dem Verzicht ihres Bruders Johann Baptist Oswald wurde Johanna 1738 Erbin der Grafschaft Berg-s'Heerenberg. Sie heiratete am 2. März 1749 auf Schloss Kail den späteren Fürsten Karl Friedrich von Hohenzollern-Sigmaringen (1724–1785). Das fürstliche Paar lebte fortan vornehmlich auf den niederländischen Gütern Johannas.
Nach ihrem Tod fiel die einträgliche Grafschaft Berg an ihren Sohn und Erben Anton Aloys, dem sie 1802 im Vorfeld des Reichsdeputationshauptschlusses verlustig ging.

## Nachkommen
Aus ihrer Ehe hatte Johanna folgende Nachkommen:
- Friedrich Joseph Fidelis Anton (*/† 1750)
- Johann Baptist Friedrich Fidelis (*/† 1751)
- Anton Joachim Georg Franz (*/† 1752)
- Fidelis Joseph Anton Franz (1752–1753)
- Marie Franziska Anna Antonia (1754–1755)
- Joachim Adam (1755–1756)
- Joseph Friedrich Fidelis (1758–1759)
- Franz Konrad Maria Fidelis (1761–1762)
- Anton Alois Meinrad Franz (1762–1831), Fürst von Hohenzollern-Sigmaringen

⚭ 1782 Prinzessin Amalie Zephyrine zu Salm-Kyrburg (1760–1841)
- Fidelia Theresia Karoline Creszentia (*/† 1763)
- Johanna Franziska Antonia (1765–1790)

⚭ 1781 Fürst Friedrich III. zu Salm-Kyrburg (1745–1794)
- Maria Kreszentia (1766–1844)

⚭ 1807 Graf Franz Xaver Nikolaus Fischler von Treuberg (1775–1835)